# Sarah Knauss
Sarah DeRemer Knauss, född 24 september 1880 i Luzerne County i Pennsylvania, död 30 december 1999 i Allentown i Pennsylvania, var en amerikansk kvinna som blev 119 år och 97 dagar gammal och är världens näst äldsta verifierade person. Hon är en av endast två personer som levt till 119 års ålder någonsin (om man inte räknar med fransyskan Jeanne Calment och japanen Shigechiyo Izumi som tidigare antogs ha blivit över 120 år gamla, vilket dock har ifrågasatts). Knauss var den sista levande personen född före 1885. Knauss dotter Kathryn (1903–2005) blev 101 år gammal.